# جريساوايات
الجريساوايات (الاسم العلمي: Campanulanae) هي طبقة نباتية تتبع صنف نجميدة من طائفة ثنائيات الفلقة.

## رتب الجريساوايات
تتألف هذه الطبقة من خمس رتب:
- نجميات (باللاتينية: Asterales)
- جريسيات (باللاتينية: Campanulales) - وفقا نظام كرنكوست فقط
- جودينيات (باللاتينية: Goodeniales) - رتبة غير مقبولة مرادفة لرتبة النجميات
- باذنجانيات (باللاتينية: Solanales)
- قلميات (باللاتينية: Stylidiales)